# 足柄號護衛艦
足柄號護衛艦（日语：あしがら，舷號DDG-178）是日本海上自衛隊愛宕級護衛艦的二號艦；其艦名得名自神奈川縣西南部的足柄山，也是大日本帝國海軍與海上自衛隊中繼足柄號重巡洋艦後第二艘以該山命名的艦艇。

## 艦歴
足柄號護衛艦的建造計畫於2003年自衛隊《2001年度中期防衛力整備計畫》中被提出，當時編號為平成15年度計畫7700噸級護衛艦2318號艦。2005年4月6日，本艦於三菱重工業長崎造船所起造，隨後於隔年8月30日在防衛廳大臣政務官高木毅的主持下在造船廠舉行命名下水儀式；2008年3月13日正式進入海上自衛隊服役，並被編入第4護衛隊群第64護衛隊，母港為佐世保基地。同年3月26日改編入第2護衛隊群第2護衛隊。
2011年3月11日因日本東北地方太平洋近海地震引發東日本大震災，被艦被派往災區執行救援任務。
2011年7月4日起至同年9月29日間，本艦前往美國參加派遣訓練。
2012年12月10日，美國國防部通知美國國會其將向日本販售最新的神盾彈道飛彈防禦系統。足柄號與其姊妹艦愛宕號將同時配裝該系統。
2015年8月18日至9月9日間，本艦在掃海隊群司令的指揮下與日向號護衛艦以及國東號輸送艦一同參與了2015年度黎明閃擊行動水陸兩棲作戰演習。
2017年4月23日，本艦與五月雨號護衛艦一同參與了以美國海軍卡爾·文森號航空母艦為中心編成的第1航空母艦打擊群，並在西太平洋實施共同巡航訓練。
2017年6月1日至6月3日間，本艦在日本海與日向號護衛艦、美國海軍卡爾·文森號航空母艦、隆納·雷根號航空母艦以及航空自衛隊所屬的F-15J戰鬥機編隊進行共同訓練。
2017年7月3日起本艦進入三菱重工業長崎造船所以對神盾彈道飛彈防禦系統實施定期檢驗；檢驗工作預計於2018年下旬完成。

### 歴代艦長
| 代               | 姓名       | 任職期間                | 出身學校與期數      | 前任職務                                      | 後任職務                                           |
| 艤装員長         | 艤装員長   | 艤装員長                | 艤装員長            | 艤装員長                                      | 艤装員長                                           |
| ---------------- | ---------- | ----------------------- | ------------------- | --------------------------------------------- | -------------------------------------------------- |
|                  | 由岐中一生 | 2006.8.30 - 2008.3.12   | 防大26期            | 金剛號護衛艦艦長                              | 足柄號護衛艦艦長                                   |
| 足柄號護衛艦艦長 |            |                         |                     |                                               |                                                    |
| 1                | 由岐中一生 | 2008.3.13 - 2009.3.24   | 防大26期            | 足柄號護衛艦艤装員長                          | 第15護衛隊司令                                     |
| 2                | 山崎浩一   | 2009.3.25 - 2010.3.24   | 防大29期            | 統合幕僚監部防衛計画部 計画課統合装備体系班長 | 阪神基地隊副長                                     |
| 3                | 溝江和彦   | 2010.3.25 - 2012.4.1    | 防大28期            | 漣號護衛艦艦長                                | 自衛隊德島地方協力本部長                           |
| 4                | 小澤 豐    | 2012.4.2 - 2014.3.19    | 防大31期            | 舞鶴地方總監部防衛部 第3幕僚室長              | 護衛艦隊司令部勤務                                 |
| 5                | 川久保正彦 | 2014.3.20 - 2015.11.30  | 法政大学・ 41期幹候 | 第1護衛隊群司令部首席幕僚                     | 佐世保基地業務隊補充部付 →2015.12.3 第13護衛隊司令 |
| 6                | 金子純一   | 2015.12.1 - 2017.12.19  | 駒澤大学・ 42期幹候 | 護衛艦隊司令部                                | 鹿島號訓練艦艦長                                   |
| 7                | 川野邦彦   | 2017.12.20 - 2019.12.19 | 防大40期            | 護衛艦隊司令部                                | 自衛艦隊司令部勤務 兼 護衛艦隊司令部勤務           |
| 8                | 佐藤 剛    | 2019.12.20 - 2021.8.22  |                     | 護衛艦隊司令部勤務                            | はぐろ艦長                                         |
| 9                | 坂井喜一郎 | 2021.8.23 - 2023.4.6    | 防大41期            | 護衛艦隊司令部勤務                            | 護衛艦隊司令部勤務 →2023.12.22 かしま艦長          |
| 10               | 仲井大介   | 2023.4.7 - 2025.3.16    | 防大41期            | 第2護衛隊群司令部首席幕僚                     | 海上幕僚監部防衛部運用支援課勤務                   |
| 11               | 石川将司   | 2025.3.17 -             |                     | ましゅう副長                                  |                                                    |

## 引用
1. ↑  DSI 現有艦艇一覧 的存檔，存档日期2008-12-01.
2. ↑  MSN産経ニュース イージス全艦が迎撃可能に　海自、北朝鮮対応強化へ 的存檔，存档日期2013-04-04. 2012年12月11日
3. ↑  平成２７年度米国における統合訓練（実働訓練）（ドーン・ブリッツ１５）について 的存檔，存档日期2017-03-23.
4. ↑  日米共同巡航訓練の実施について PDF
5. ↑   (PDF). 海上自衛隊プレスリリース.   [2017-06-03]. （原始内容存档 (PDF)于2017-07-12）.